# Maigret et les Témoins récalcitrants
Maigret et les Témoins récalcitrants est un roman policier de Georges Simenon publié en 1959. Il fait partie de la série des Maigret. 
Le récit se déroule à Ivry (quai de la Gare) et à Paris (rue François Ier) à la fin des années 1950. L'enquête se déroule les lundi 3 et mardi 4 novembre.
L'écriture de ce roman s'est déroulée du 16 au 23 octobre 1958. Il est daté de Noland, pays imaginaire ; en réalité écrit dans le château d'Échandens (canton de Vaud), Suisse.

## Principaux personnages
- La victime
  - Léonard Lachaume : veuf, directeur de la biscuiterie Lachaume.

- Famille Lachaume
  - Paulette Lachaume, née Zuber : Rentière, mariée, sans enfant. Vraisemblablement la trentaine.
  - Armand Lachaume : frère de Léonard, mari de Paulette.
  - Véronique Lachaume : sœur de Léonard et d’Armand, célibataire, 34 ans.
  - Félix Lachaume et son épouse : père et mère des précédents.

- Autres personnages
  - Angelot : jeune juge d'instruction.
  - Jacques Sainval, pseudonyme d’Arthur Baquet : publiciste.

## Résumé
(Le récit comporte huit chapitres).
Léonard Lachaume est retrouvé assassiné sur son lit au cours de la nuit du 2 au 3 novembre, dans sa chambre de la maison familiale, quai de la Gare à Ivry. Lui et son frère Armand sont les patrons d'une biscuiterie centenaire naguère florissante, dont ils ont hérité, mais qui est à présent au bord de la faillite.  
Appelé sur les lieux, le commissaire Maigret éprouve une « impression d'irréalité » dans cette vieille demeure où tout est « en dehors du temps et de la vie ». Personne ne se préoccupe du cadavre, le commissaire est accueilli froidement par Armand, toute la famille est mutique, reste sur la défensive, et se montre récalcitrante. Les premiers indices font croire que le vol est le mobile du crime, mais Maigret a tôt fait d'écarter cette hypothèse : qu'aurait-on pu voler à un homme pratiquement ruiné ? 
Une enquête menée auprès du comptable, des voisins, et de Véronique Lachaume, la sœur de Léonard et d'Armand, qui a rompu tout lien avec sa famille depuis plusieurs années et mène une vie très libre, apprend au commissaire que la biscuiterie se maintient à flot uniquement grâce à la considérable fortune de l'épouse d'Armand, Paulette. Il découvre aussi que cette dernière, mariée sous le régime de la séparation des biens, projetait de divorcer pour épouser Jacques Sainval, un publiciste mondain sans le sous ayant flairé la bonne affaire. Quant au beau-frère, il était très attaché à la continuité de la « dynastie » Lachaume. D'autre part, l'inventaire de la chambre de Léonard avait mis en évidence des objets n'y ayant pas leur place : une grosse clé anglaise et un drap de lit taché de sang avec la lettre "P", donc à l'usage exclusif de Paulette. 
Disposant de ces informations, Maigret interroge Paulette Lachaume, qui s'est tue jusqu'à présent pour éviter d'accabler cette famille méritant plus de pitié que de haine. Comprenant que le commissaire a tout deviné, elle ne tarde pas à avouer. Ayant intercepté une lettre de son avocat, son beau-frère était averti des projets de Paulette et, conscient de leur répercussion sur l'avenir de la biscuiterie, il avait simulé un vol, pénétré dans la chambre de sa belle-sœur et tenté de l'assassiner à l'aide de la clé anglaise. Mais comme elle se tenait sur ses gardes depuis un certain temps, elle a été plus prompte en tirant sur lui avec le revolver que Jacques Sainval lui avait procuré en sous-main. Toute la famille connaissait les intentions de Léonard et les avait approuvées. Après sa mort, chacun s'est efforcé de faire disparaître les traces du drame afin de cacher le but initial, en tirant parti des faux indices préparés à l'origine par Léonard, pour faire croire au geste désespéré d'un cambrioleur surpris... 
Mis au courant des aveux de sa femme, Armand Lachaume se suicide. Cet épilogue n'aurait-il pas pu être évité si le jeune juge Angelot, au lieu de faire du zèle, avait laissé le commissaire Maigret mener l'enquête selon sa bonne vieille méthode instinctive ?

## Aspects particuliers du roman
À deux ans de la retraite, Maigret est un homme désabusé, sentant l'époque changer, symbolisée, entre autres, par les nouveaux autobus sans la plateforme des anciens sur laquelle il aimait traverser Paris en fumant sa pipe. Il assiste impuissant aux changements dans la police judiciaire, où des enquêteurs comme lui sont remplacés par des diplômés plus intéressés par la bureaucratie que le travail de terrain. Et il est aussi rempli d’amertume, contrarié à présent dans son travail par un jeune juge nouvellement nommé tenant à diriger lui-même l’enquête en imposant ses principes au commissaire. Il remplace le juge Coméliau, vieil adversaire de Maigretqui « était à la retraite et n'était plus qu'un vieux monsieur qui promenait son chien ». Quant à l’ambiance étouffante dans laquelle se complait la famille Lachaume, elle n’est pas faite pour rasséréner le commissaire qui demeure insatisfait malgré sa victoire finale.

## Éditions
- Prépublication en feuilleton dans le quotidien Le Figaro, du 17 février au 13 mars 1959
- Édition originale : Presses de la Cité, 1959
- « Tout Simenon », tome 10, éd. France Loisirs, 1990, pages 7 à 115  (ISBN 2-7242-6094-5), réédité chez éd. Omnibus, 2002  (ISBN 978-2-258-06051-7).
- Livre de Poche, n° 32080, 2011  (ISBN 978-2-253-15841-7)
- Tout Maigret, tome 7, Omnibus,  2019  (ISBN 978-2-258-15048-5)

## Adaptations
- 1962 : The Reluctant Witnesses, téléfilm anglais de Gerard Glaister avec Rupert Davies, diffusé sur la BBC.
- 1978 : Maigret et les Témoins récalcitrants, épisode 38 de la série télévisée française Les Enquêtes du commissaire Maigret réalisé par Denys de La Patellière, avec Jean Richard dans le rôle-titre.
- 1978 : Keishi to kuchi no katai shōnintachi, téléfilm japonais réalisé par Inoue Akira, avec Kinya Aikawa (Commissaire Maigret).
- 1993 : Les Témoins récalcitrants, épisode 9 de la série télévisée française Maigret réalisé par Michel Sibra, avec Bruno Cremer dans le rôle-titre.